# Marek Keprt
Marek Keprt (* 7. června 1974 Olomouc) je český klavírista, skladatel, hudební pedagog, ředitel a dramaturg mezinárodního festivalu soudobé hudby MusicOlomouc a umělecký vedoucí olomouckého ansámblu Lichtzwang.

## Život
Keprt byl již od svých osmi let ve hře na klavír žákem Herty Hanákové na ZUŠ Iši Krejčího a poté Ladislava Pulcherta na ZUŠ Žerotín v Olomouci. V letech 1988–1992 navštěvoval Střední ekonomickou školu v Olomouci; hudbě se nadále věnoval soukromě u Pavla Čotka – základy hudební teorie a kompozice (1986–1992) a Eduarda Fišera – dirigování (1992–1994).
Po maturitě pokračoval ve studiích na Universität für Musik und darstellende Kunst Wien (1992–2000) – kompozice (Iván Eröd a Dieter Kaufmann) a klavír (Alexander Jenner a Carmen-Graf-Adnet). Dále se účastnil klavírních mistrovských kurzů u Alexandra Jennera ve Vídni (1992), Jamese Tocca v Lucernu (1994), Csaby Királyho v Budapešti (2000), Carmen Graf-Adnet ve Vídni (2003) a Alexise Weissenberga v Engelbergu (2004).
Od roku 2002 je odborným asistentem Katedry muzikologie Filozofické fakulty Univerzity Palackého v Olomouci, kde v roce 2008 obhájil dizertační práci s názvem Hudební řeč Skrjabinova středního tvůrčího období na příkladu skladatelových klavírních poém. V letech 2002–2014 vyučoval hudební teorii a klavír jako hlavní obor na Církevní konzervatoři v Opavě. V letech 2013–2016 studoval postgraduálně klavír ve třídě u Iva Kahánka na Fakultě umění Ostravské univerzity a na téže fakultě vyučoval hudební teorii. Od roku 2014 je ředitelem a dramaturgem mezinárodního festivalu soudobé hudby MusicOlomouc a v roce 2016 založil ansámbl soudobé hudby Lichtzwang, jehož je uměleckým vedoucím. V roce 2017 byl rezidentem Institutu Ostravských dnů a 2018 se účastnil tvůrčího pobytu "CEEC Composers' Field Trip" v Číně.

## Umělecká a vědecká činnost
Marek Keprt veřejně koncertuje od roku 1992, a to v České republice, Rakousku, Švýcarsku, Nizozemsku a Jižní Koreji. Pro Český rozhlas nahrál skladby Fryderyka Chopina, Roberta Schumanna, Leoše Janáčka, Alexandra Skrjabina, Tristana Muraila a své vlastní kompozice. Pravidelně sólisticky spolupracuje s Moravskou filharmonií Olomouc, s níž provedl koncerty Roberta Schumanna – a moll, op. 54 (1991), Ference Liszta – č. 2 A dur (1995), Sergeje Rachmaninova – č. 2 c moll, op. 18 (1999), Alexandra Skrjabina – fis moll, op. 20 (2003), Césara Francka – Symfonické variace pro klavír a orchestr (2008) a Marka Keprta – ČtverJho chořních dob pro klavír, soprán a orchestr (2013).
Ve svém repertoáru má především skladby romantismu, přelomu 19. a 20. století, druhé poloviny 20. století i kompozice současných autorů – se zvláštním akcentem na díla A. N. Skrjabina, Tóru Takemitsu, ruské avantgardy 1. poloviny 20. století (A. Lourie, I. Vyšněgradskij, N. Roslavec, N. Obuchov), na francouzskou tvorbu (O. Messiaen, T. Murail, G. Pesson) a vlastní kompozice.
Badatelsky a interpretačně se však zaměřuje zejména na dílo Alexandra Skrjabina. Se skrjabinovskými příspěvky vystoupil na několika mezinárodních konferencích – například v rámci Sympozia Melos-Ethos Bratislava (2007, 2009) či na Chopinovském kongresu ve Varšavě (2010). O Skrjabinovi a jeho díle taktéž přednášel na univerzitách a hudebních akademiích (AMU Praha 2008, VŠMU Bratislava 2008, Hochschule für Musik Dresden 2009, Universität Leipzig 2012, Universität Halle 2014, Uniwersytet Jagiellonski Krakow 2015).
Za své kompozice obdržel několik ocenění v soutěži Generace Ostrava a stipendium nadace Albana Berga ve Vídni. Jeho skladby byly uvedeny v České republice, v některých evropských zemích i v USA interprety a ansámbly např. Patricia Kopatchinskaja, Christoph Berner, Moravská filharmonie Olomouc, Ostravská banda, Koehne Quartett, Ensemble Mondrian, Auditivvokal Dresden a mnoho dalších. Jeho komorní opera Blumfeld, starší mládenec zazněla na premiéře 9. 6. 2003 ve Stavovském divadle spolu s operou Michaela Keprta Břehy Gangy v rámci projektu Národního divadla v Praze „Bušení do železné opony“. Keprtovy kompozice se také objevují na festivalech jako Wien odern, Melos-Ethos Bratislava, MusicOlomouc, Hudební současnosti a Ostravské dny.

## Skladatelské dílo
- Utonulý (pro sólové housle, 1994)
- Zvony (4 skladby pro klavír, 1994)
- Snovotříštění (3 kusy pro klavír, 1994)
- Kafka-fragmente (pro soprán a orchestr, 1994)
- Vztah pro 2 housle, klavír a cimbál (1995)
- Zostrovění sluncí (4 kusy pro klavír, 1995)
- Pavučina (pro orchestr, 1997)
- Bagately (pro 2 housle, 1994-1998)
- Scéna o lásce (pro 2 soprány, 2 violy, klavír a cembalo, 1998)
- Myslím, že dělám jakože... (pro 2 performery, smyčcové kvarteto, klavír a cembalo, 1999)
- Pískozkožnění (2 věty pro flétnu, housle, violu a klavír, 2000)
- Zrcadlení (pro klavír, 2000)
- Vzbarvení (pro klavír a minidisk, 2001)
- Blumfeld, starší mládenec (komorní opera – libreto Marek Keprt jako koláž z textů Franze Kafky, 2002-2003)
- 2 krouživá Preludia (pro housle a klavír, 2004)
- Pět modravých světel hmyzu (pro klavír, 2004)
- Kde liliosvist svítí (pro klavír, 2005)
- Za obzorem se polední úhoří žluť (3 kusy pro klavír, 2005)
- Květ vyškeblování se zhmotňuje na sněhu (4 kusy pro klavír, 2006)
- Čí kroky opylují trsy chladných vůní nad vodami? (4 variace pro klavír, 2006)
- Žárovsypostíň (3 kusy pro klavír, 2009)
- Kudy časokdoul prosvítá (3 kusy pro klavír a cembalo, 2010)
- Když vážkobdění vychmyřuje svit (3 kusy pro trubku, violoncello a cembalo, 2011)
- Kdy vzprůsvitní oblak nevědění? (pro klavír, 2011)
- Kde hebkoklamy krápní, v jezerozření vane labutěbludí (pro klavír, 2011)
- ČtverJho chořních dob pro klavír, soprán a orchestr (2013)
- kde je saša? ... snad mezi námi?... z kterého dýmu vyplní?... a vůbec, je vznášení ještě bdivé? (pro 2 housle, klavír a nahrávku, 2014)
- v punčošná chvění vRosnívá šáloBdění (pro klavír, 2015)

- Non omnis, qui crescit a Est méns invida 2 scény pro Saeculum coronatum - operu olomouckých autorů (další autoři: P. J. Rittler, V. M. Gurecký, J. A. Gurecký, A. Neumann, J. Puschmann, J. Vičar, K. Rauerová-Fridrichová, V. Zouhar, T. Hanzlík, 2015)
- Když vážkobdění vychmyřuje svit 2 (pro klavír, trubku a violoncello, 2016)
- úMžik sypkých výšek zvnitřni (pro klavír, trubku, violoncello a theremin, 2016)
- neodvábnivá solnatění modři (pro housle, violu, violoncello a klavír, 2016)
- hláskoPelní a špitoCudní (pro 8 hlasů, violoncello a preparovaný klavír – prostorová kompozice, 2017)
- či vzprůsvitní oblak nevědění (verze 2017)
- Čí kroky opylují trsy chladných vůní nad vodami? (verze 2018)
- šálnivá beztíž slechoPýře (pro ansámbl, 2018)
- jitřnoSmíšky...klamoMžitky...bzuňk! (pro klavír, trubku a violoncello, 2018)
- M. FELDMAN / M. KEPRT: palais de mari 2 (palais under snow) (pro klavír, 2018)
- Když vážkobdění vychmyřuje svit 3 (pro lesní roh, housle a klavír, 2018)
- Květ vyškeblování se zhmotňuje na sněhu verze 2019 (pro klavír, 2019)
- lehkoSnovná zÚjmění když mízní (pro housle, violu a klavír, 2019)
- dřímokřídlá vychýlení světelnosti (Či vzprůsvitní oblak nevědění 3) (pro klavír, 2019)
- Čí kroky opylují trsy chladných vůní nad vodami? verze 2019 (pro klavír, 2019)
- v punčošná chvění vRosnívá šáloBdění verze 2019 (pro klavír, 2019)
- elfenLaub (pro klavír, 2019)
- v hlesoSnovná zMúznění se vJíni (pro klavír, 2019)

## Studie
- Skrjabins Farb-Ton Zuordnungen im Umfeld ähnlicher synästhetischer Bestrebungen in der Kunst seiner Zeit. In: Acta Universitatis Palackianae Olomucensis, Facultas Philosophica, Philosophica - Aesthetica, Musicologica 2001, s. 127-150. ISSN 1212-1193.
- Die Sphäre des transzendentalen Bösen im Werk Alexander Skrjabins. In: Sacrum und Profanum in der Musik des 20. Jahrhunderts. 9. internationales Symposium im Rahmen des Festivals Melos-Ethos. 2008, s. 193-204. ISBN 978-80-88884-92-7.
- K hudebnímu ztvárnění Skrjabinových filosofických konceptů. In: Struny mysli. Marek Petrů at al. eds., ISBN 978-80-7225-302-9. Montanex Ostrava 2009, s. 378-382.
- Akkordstrukturen in den Kompositionen von Skrjabins mittlerer Schaffensperiode. In: Musicologica Olomucensia, 10/2009, s. 59-78. ISSN 1212-1193.
- Akkordbeziehungen und Funktionsfolgen in den Kompositionen von Skrjabins mittlerer Schaffensperiode. In: Musicologica Olomucensia, 11/2010, s. 43-57, ISSN 1212-1193.
- K hudebnímu ztvárnění symbolu "letu" ve skladbách A. N. Skrjabina In: Musicologica Olomucensia, 19/2014, s. 29-40. ISSN 1212-1193.
- K symbolu touhy a jeho hudebnímu ztvárnění v klavírních skladbách Alexandra Skrjabina In: Musicologica Olomucensia, 20/2014, s. 47-60. ISSN 1212-1193.
- K periodizaci tvorby Alexandra Nikolajeviče Skrjabina. In: Jamusica 2/2017, http://jamusica.jamu.cz/?p=415
- Problematika zla v tvorbě Alexandra Nikolajeviče Skrjabina. In: Musicologica Olomucensia, 25/2017, s. 78-97